# Ob (miasto)
Ob – miasto w Rosji, w obwodzie nowosybirskikm, 17 km na zachód od Nowosybirska. W 2009 liczyło 25 396 mieszkańców.